# گلستان (مجموعه تلویزیونی)
گلستان یک مجموعه تلویزیونی محصول سال ۱۳۷۵ به کارگردانی محمدتقی رنجبر،   می‌باشد که از شبکه یک پخش شد.

## بازیگران
- رضا فیاضی
- اسفندیار یگانه
- بابک بیات
- پرویز بزرگی
- حسین رجایی‌دوست
- خسرو جوادی
- زهرا سعیدی
- زهرا عطاری
- مجید افشاریان
- مهری مهرنیا
- هما خاکپاش